# Barbara Lenz (Künstlerin)
Barbara Lenz (* 28. August 1965 in Würzburg) ist eine deutsche Architektin und Künstlerin.

## Leben

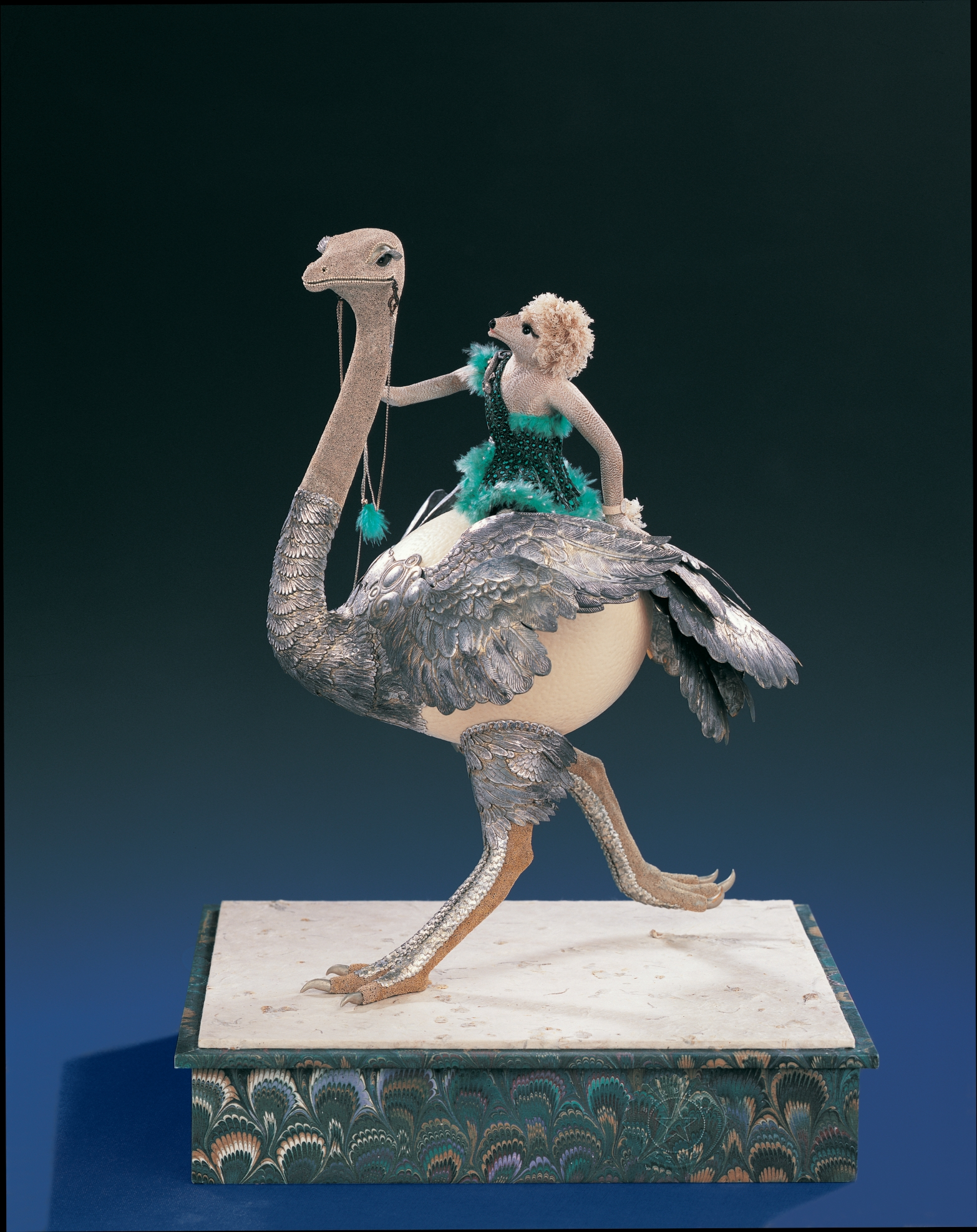
„Fabelhafte Wesen“ von Barbara Lenz „Strauß“, 2002, Höhe 42 cm, mit Musikwerk

Barbara Lenz wurde 1965 als Tochter der Maler Wolfgang und Hella Lenz in Würzburg geboren, wo sie auch ihre Jugendjahre verbrachte. Nach dem Abitur 1985 absolvierte sie eine Lehre der Feinmechanik am Physikalischen Institut der Universität Würzburg, die sie mit der Gesellenprüfung und der Auszeichnung „Kammersiegerin“ abschloss. Anschließend war sie als Feinmechanikerin und Architekturmodellbauerin in München tätig, parallel dazu entstanden die ersten „Fabelhaften Wesen“. 1989 bis 1995 studierte sie Architektur an der Technischen Universität München und absolvierte erfolgreich die Diplomprüfung. 1985 bis 2004 arbeitete sie u. a. im Architekturbüro v. Branca in München, seit 2000 ist sie eingetragenes Mitglied der Bayerischen Architektenkammer. 2005 zog sie in ihre Heimatstadt Würzburg zurück und ist dort seitdem als freischaffende Künstlerin tätig.

## Werk

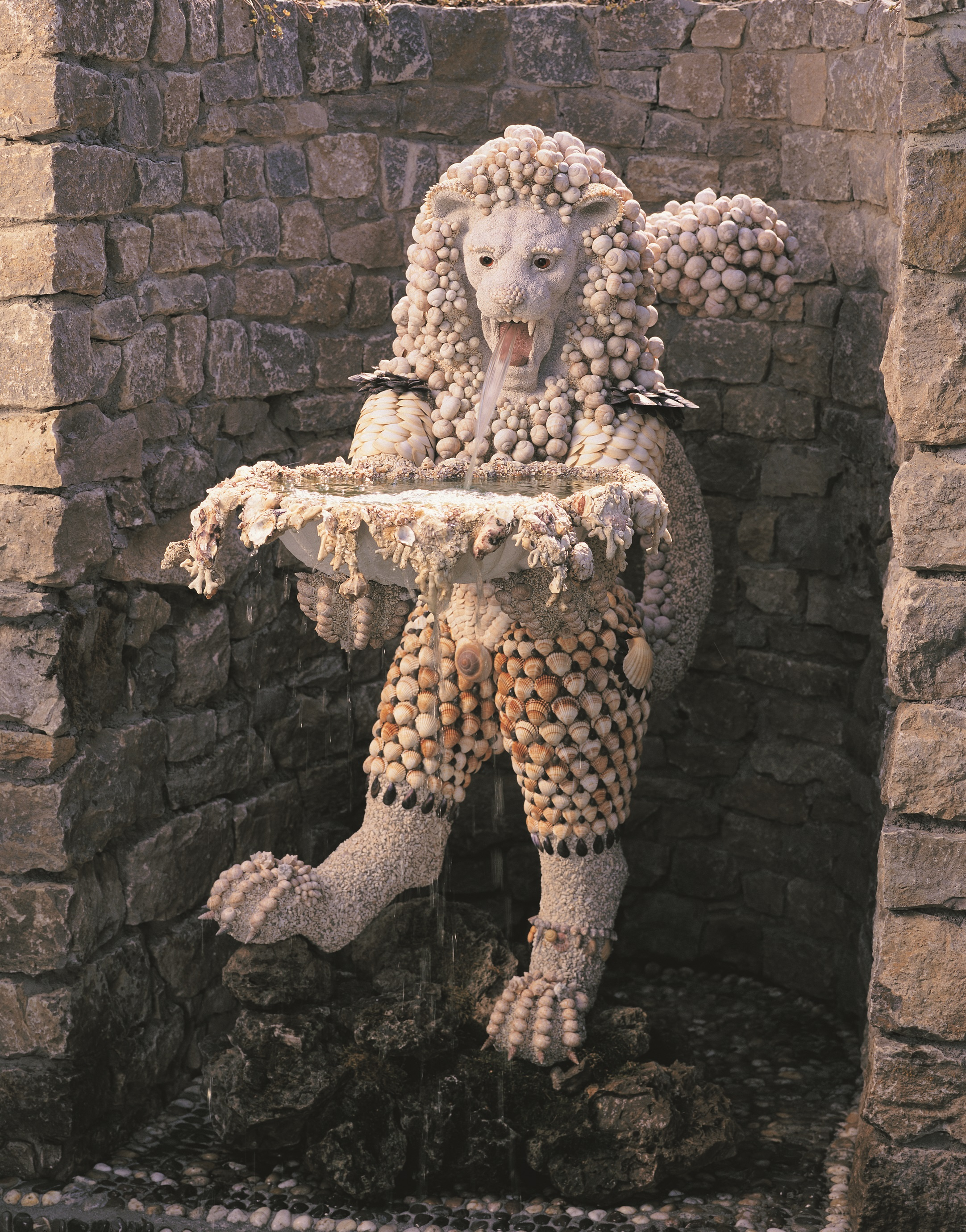
Brunnenfigur „Großer Muschellöwe“ von Barbara Lenz (2003, Reihe „Fabelhafte Wesen“)

Aufgewachsen in einem von Kunst geprägten Elternhaus, entwickelte Barbara Lenz schon früh künstlerische Fähigkeiten. Seit 1989 entstanden die ersten „Fabelhaften Wesen“: vor allem aus den Federn verschiedenster Vogelarten, sowie aus anderen Naturmaterialien wie Blättern, Disteln, Muscheln oder aber aus Perlen, Strasssteinen und Watte bestehen die Kunstobjekte, die meist Tierwesen in Menschengestalt darstellen. Detailgetreu ausgearbeitet, sind viele der ca. 30 cm großen Figuren mit einer Spieluhr versehen, manche bewegen sich aufgrund einer im Körper eingebauten Mechanik zur Musik. Andere sind mit Rauchgeneratoren, Tonerzeugern oder Beleuchtungen ausgestattet.
Die Kunstobjekte haben unterschiedlichste thematische Bezüge, oft werden artistische Szenen gezeigt. Im Mittelpunkt steht immer die Übersetzung des Verhältnisses zwischen Mensch und Tier.
Parallel zu den „Fabelhaften Wesen“ aus Vogelfedern entwickelte sie in den letzten Jahren großformatige Tierplastiken aus Muscheln und Schnecken.
Neben der 1,60 Meter hohen Brunnenfigur „Muschellöwen“, dem „Muschelpanther“, dem „Flederbock“ (Spannweite 4 m), entstand 2007 eine begehbare Muschelgrotte mit Spiegelflächen und Kerzenbeleuchtung.

## Ausstellungen

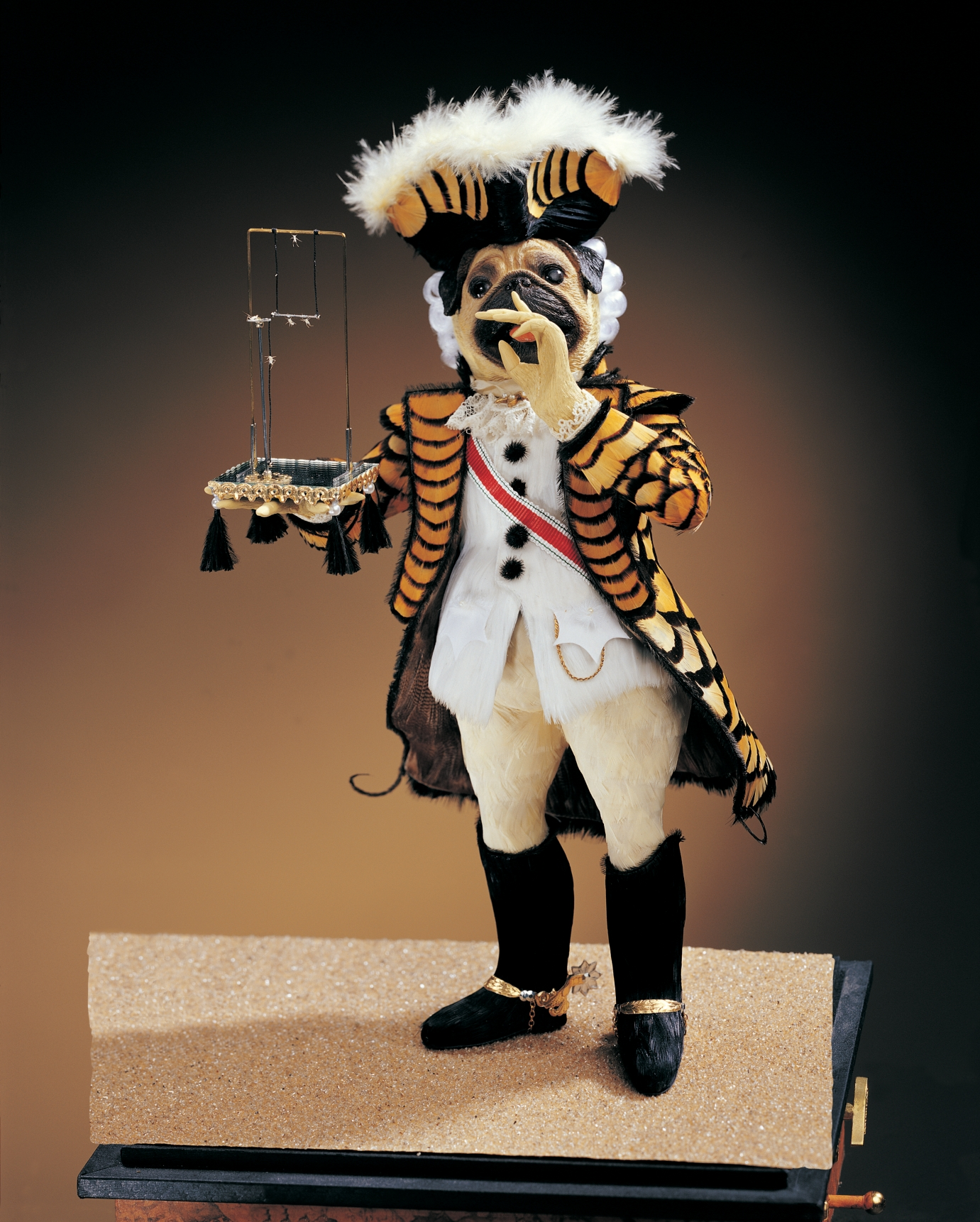
„Fabelhafte Wesen“ von Barbara Lenz „Flohzirkusdirektor“, 2001, Höhe 34 cm, mit Musikwerk

### Einzelausstellungen
- 1996/97: Martin von Wagner Museum der Universität Würzburg in der Residenz
- 1999: Deutsches Jagd- und Fischereimuseum München
- 1999/2000: Staatliches Museum für Tierkunde, Zwinger Dresden
- 2014/15: Mainfränkisches Museum, Festung Marienberg Würzburg[1]

- 2015: Naturkunde-Museum Bamberg
- 2016: Schloss Moritzburg bei Dresden
- 2018: Fasanenschlösschen Schloss Moritzburg bei Dresden

### Gruppenausstellungen
- 1995: Alte Schatzkammer der Residenz München
- 2001: Ausstellung „Lenz- Lenz- Lenz“, Familienausstellung, Stadthalle Kitzingen
- 2006: Verleihung des „World Prize of Salvador Dali for Fine Arts- Prag / Madrid“, Prag
- 2011: „Lenz hoch 3“ Familienausstellung, Siebold-Museum Würzburg